# معسكر اعتقال فلوسنبرج
فلوسنبرج معسكر اعتقال نازي تم بناؤه في مايو 1938 من قِبل المكتب الرئيسي الاقتصادي والإداري لشوتزشتافل. على عكس معسكرات الاعتقال الأخرى، كانت موجودة في منطقة نائية، في جبال فيشتل في بافاريا، بالقرب من بلدة فلوسنبرج وبالقرب من الحدود الألمانية مع تشيكوسلوفاكيا. كان الغرض الأساسي للمخيم هو استغلال السخرة للعمل القسري لإنتاج الغرانيت للهندسة المعمارية النازية. في عام 1943، تحول معظم السجناء إلى إنتاج طائرات مقاتلة من طراز مسرشميت بي اف 109 وغيرها من الأسلحة من أجل المجهود الحربي لألمانيا. على الرغم من أنه كان مخصصًا في الأصل للسجناء «الإجراميين» و «غير الاجتماعيين»، إلا أنه بعد غزو ألمانيا للاتحاد السوفيتي، تضخمت أعداد المحتجزين مع السجناء السياسيين من أوروبا الشرقية. كما طورت نظامًا شاملاً للمخيم الفرعي تفوقت في النهاية على المعسكر الرئيسي.
قبل تحريره من قبل جيش الولايات المتحدة في أبريل 1945، مر 89,964 إلى 100,000 سجين عبر فلوسنبورج ومخيماته الفرعية. توفي حوالي 30,000 شخص هناك، بسبب سوء التغذية أو العمل الزائد أو الإعدام، أو أثناء مسيرات الموت. تمت إدانة بعض الجناة في محاكمة فلوسنبرج، وتم إعادة ضبط المخيم لاستخدامات أخرى قبل افتتاح النصب التذكاري والمتحف في عام 2007.

## خلفية

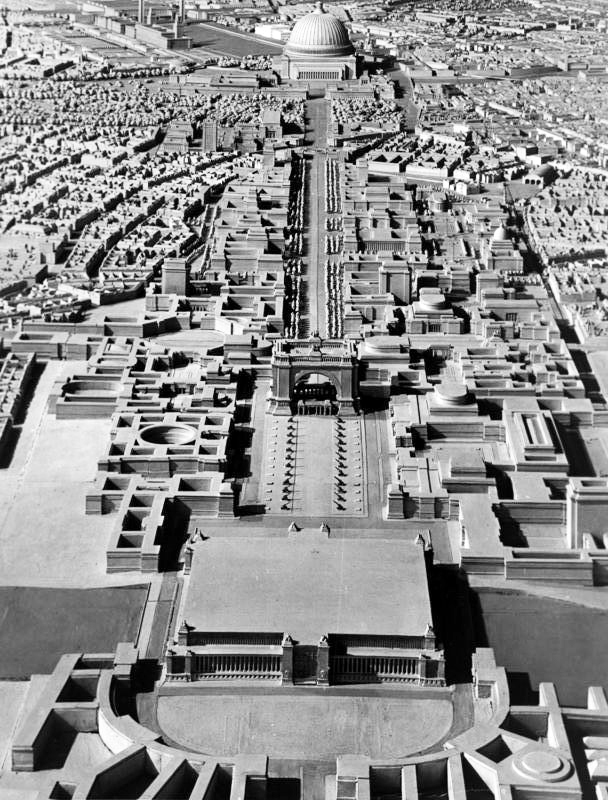
خطة ألبرت شبير لبرلين

خلال النصف الأول من عام 1938، توسع عدد سكان معسكرات الاعتقال النازية ثلاثة أضعاف بسبب تزايد عمليات الاعتقال التي قامت بها شوتزستافيل (SS) للأفراد الذين يُعتبرون غير مرغوب فيهم، خاصةً " الأسوسيال "   والسجناء " ، لخلق قوة عمل من الرقيق. أمر قائد قوات الأمن الخاصة هاينريش هيملر بتأسيس معسكرات اعتقال جديدة لتوسيع إمبراطورية قوات الأمن الخاصة.   قصدت قوات الأمن الخاصة استغلال العبيد للسجناء لاستغلال محاجر الجرانيت، والتي كانت مطلوبة بشدة على مشاريع البناء الضخمة على الطراز النازي.   هذا من شأنه أيضًا أن يربح شركة ديست المملوكة والمشتركة من قبل شركة SS (German Earth and Stone Works)،   والتي تأسست في أبريل.  

### اقتباسات
1. 1 2  مذكور في: Encyclopedia of Camps and Ghettos, 1933-1945. المُؤَلِّف: متحف ذكرى الهولوكوست بالولايات المتحدة. الناشر: مطبعة جامعة إنديانا. لغة العمل أو لغة الاسم: الإنجليزية. تاريخ النشر: 2009.
2. ↑  "Nuremberg Trials Project".
3. ↑  Wachsmann 2015، صفحة 252.
4. ↑  Wachsmann 2015، صفحات 253–254.
5. 1 2  Wachsmann 2015، صفحات 295–296.
6. 1 2  Wachsmann 2015.
7. 1 2  Huebner 2009.
8. 1 2 3  Jaskot 2002.
9. ↑  Skriebeleit 2007.